# ケープ・エスペランス (護衛空母)
ケープ・エスペランス (USS Cape Esperance, CVE-88) は、アメリカ海軍の護衛空母。カサブランカ級航空母艦の34番艦。艦名はサボ島沖海戦の英語名 (Battle of Cape Esperance) に因んで命名された。

## 艦歴
当初は「タナネク・ベイ (Tananek Bay) 」の艦名であったが、1943年11月6日に「ケープ・エスペランス」に改名される。海事委任契約の下ワシントン州バンクーバーのカイザー造船所で起工し、1944年3月3日にW. M. マクディード夫人によって進水。1944年4月9日に海軍に引き渡され、同日R. W. ベッキウス艦長の指揮下で就役。
「ケープ・エスペランス」は太平洋艦隊に配属され、1944年5月26日から9月20日の間に西海岸から南太平洋の前線基地へ2度の輸送任務を行う。新たな航空機を運搬し、帰路は損傷した航空機を輸送した。その後、戦闘準備が完了した航空機を満載し、10月5日にサンフランシスコを出航、11月2日に第30.8任務群に合流し、レイテ島、ルソン島に攻撃を行う第3艦隊（ウィリアム・ハルゼー大将）の支援に当たる。
12月17日朝、第30.8.14任務隊旗艦であった「ケープ・エスペランス」はコブラ台風の激しい風雨に叩かれ続け、やがて全ての護衛空母は悪天候で航行が困難となった。第38任務部隊司令官ジョン・S・マケイン・シニア中将は、護衛空母「ネヘンタ・ベイ (USS Nehenta Bay, CVE-74) 」のホーレス・A・バターフィールド艦長に全護衛空母の指揮を委譲させた。9時41分頃には「ケープ・エスペランス」は舵の故障を通報した。「ケープ・エスペランス」では事前に横転を防ぐあらゆる対策を打った。航空機は飛行甲板上に固縛され、前部エレベーターは下げられて乗員は左舷に集まるよう指示されたが、傾斜はしばしば39度に達し、飛行甲板上の航空機が動き出し１機が右舷前部煙突上で止まって炎上したが、火災は暴風により飛ばされた海水によって消えた。また、12時28分に格納庫甲板での火災発生を、その7分後に火災消火の報告をしている。飛行甲板上の航空機の大半は落下したが、これによって重量物が減って艦の重心が下がり、艦の傾斜は軽減された。コブラ台風を潜り抜けたとき、残った航空機はわずかに7機だけであった。
その後は1月を通じてウルシー環礁、グアムを拠点として活動し、「ケープ・エスペランス」は台湾、中国沿岸の日本軍基地を攻撃する第38任務部隊に新品の航空機を運搬した。2月に西海岸に帰還し、新たな航空機を積み込むと初めての西太平洋への航空機運搬任務でグアムに向かった。
戦争が終了すると「ケープ・エスペランス」はサンディエゴから真珠湾に向かい、1945年9月11日に航空機と帰還兵を乗せてサンフランシスコに帰還する。退役まで同様の巡航を行い、1946年8月22日にワシントン州ブレマートンで予備役となる。
「ケープ・エスペランス」は1950年8月5日に再就役し、海上輸送司令部に配属、航空機輸送任務に従事する。続く9年間の間、太平洋の広範囲にわたって巡航を行い、朝鮮戦争に参加する航空機を日本へ輸送したり、エニウェトク環礁での核実験の支援、タイ空軍向けの航空機をバンコクへ2度輸送したりした。1952年に香港へ向かい、中国人民解放軍による没収を逃れるため、国民党軍の航空機を輸送した。1955年6月12日にCVU-88（雑役空母）に艦種変更され、1956年にイタリア、フランス、ポルトガルから航空機を運搬し、初の大西洋横断を行った。太平洋に帰還すると、1956年末にはパキスタンへ航空機を運搬した。その後も極東での活動を継続し、アメリカ軍及び東南アジア条約機構軍の支援を行い、8回の太平洋横断を行った。1959年1月15日に退役し、1959年5月14日に日本の解体業者に32万ドル（1億2250万円）で売却、翌1960年に大阪にて解体された。
「ケープ・エスペランス」は第二次世界大戦の戦功で2つの従軍星章を受章した。